# Douglas Shearer
Douglas Shearer (Westmount, 17 novembre 1899 – Culver City, 5 gennaio 1971) è stato un effettista canadese, supervisore della registrazione sonora cinematografica, nonché tecnico a cui sono dovute molte innovazioni nel campo cinematografico.
È accreditato di oltre 850 film della Metro-Goldwyn-Mayer fra il 1928 e il 1954.

## Biografia
Nato in una importante famiglia di Montréal caduta in disgrazia, in seguito al fallimento dell'attività del padre, abbandonò gli studi l'ultimo anno delle superiori e trovò lavoro presso la Northern Electric Company. Pur non avendo finito le scuole secondarie, intraprese gli studi di ingegneria presso l'Università McGill. Nel 1923, sua sorella Norma Shearer iniziò ad avere successo nel mondo del cinema come attrice. Douglas decise di raggiungerla, per tentare anche lui la carriera cinematografica. Nel 1925 venne assunto presso gli studi della Metro-Goldwyn-Mayer, dove fece le sue prime sperimentazioni con l'illuminazione, le pellicole e le cineprese. Quando la Metro-Goldwyn-Mayer passò al cinema sonoro, Shearer fu nominato capo del dipartimento. 
Nel 1929 contribuì all'ideazione della pellicola La canzone di Broadway, primo film sonoro a vincere un Premio Oscar, nonché il primo completamente sonoro. Nel corso della sua carriera alla Metro-Goldwyn-Mayer, sviluppò e migliorò i sistemi di registrazione e di riduzione del rumore. Nel 1955 venne promosso Direttore della ricerca tecnica alla MGM, carica ricoperta fino al suo pensionamento avvenuto nel 1968. I suoi contributi tecnici non si limitarono al sonoro, ma anche alle cineprese, lavoro per cui nel 1960 ottenne l'ennesimo Oscar per aver contribuito allo sviluppo della "Camera 65".

## Riconoscimenti
L'anno si riferisce all'anno della cerimonia di premiazione.
- 1930
  - Oscar al miglior sonoro insieme alla Metro-Goldwyn-Mayer Studio Sound Department per The Big House
- 1935
  - Nomination Oscar al miglior sonoro insieme alla Metro-Goldwyn-Mayer Studio Sound Department per Viva Villa!
- 1936
  - Oscar al miglior sonoro insieme alla Metro-Goldwyn-Mayer Studio Sound Department per Terra senza donne (Naughty Marietta)
  - Oscar alla tecnica insieme alla Metro-Goldwyn-Mayer Studio Sound Department per il loro sistema di controllo automatico per cineprese e macchine di registrazione audio e dispositivi ausiliari.
- 1937
  - Oscar al miglior sonoro insieme alla Metro-Goldwyn-Mayer Studio Sound Department per San Francisco (San Francisco)
  - Oscar al merito insieme alla Metro-Goldwyn-Mayer Studio Sound Department per lo sviluppo di un pratico sistema di altoparlanti a due trombe e un sistema di registrazione "push-pull" di classe A
- 1938
  - Nomination Oscar al miglior sonoro insieme alla Metro-Goldwyn-Mayer Studio Sound Department per Primavera (Maytime)
  - Oscar al merito tecnico-scientifico insieme alla Metro-Goldwyn-Mayer Studio Sound Department per un metodo per variare la larghezza di scansione di tracce sonore a densità variabile (squeeze tracks) allo scopo di ottenere una maggiore quantità di riduzione del rumore.
  - Oscar alla tecnica insieme alla Metro-Goldwyn-Mayer Studio Sound Department per la progettazione del meccanismo di azionamento del film incorporato nel riproduttore "ERPI 1010".
- 1939
  - Nomination Oscar al miglior sonoro insieme alla Metro-Goldwyn-Mayer Studio Sound Department per Bisticci d'amore (Sweethearts)
- 1940
  - Nomination Oscar al miglior sonoro insieme alla Metro-Goldwyn-Mayer Studio Sound Department per Balalaika
  - Nomination Oscar ai migliori effetti speciali insieme a A. Arnold Gillespie per Il mago di Oz (The Wizard of Oz)
- 1941
  - Oscar al miglior sonoro insieme alla Metro-Goldwyn-Mayer Studio Sound Department per Musica indiavolata (Strike Up the Band)
  - Nomination Oscar ai migliori effetti speciali insieme a A. Arnold Gillespie per La febbre del petrolio (Boom Town)
- 1942
  - Nomination Oscar al miglior sonoro insieme alla Metro-Goldwyn-Mayer Studio Sound Department per Soldato di cioccolata (The Chocolate Soldier)
  - Nomination Oscar ai migliori effetti speciali (effetti sonori) insieme a A. Arnold Gillespie (effetti fotografici) per Ritorna se mi ami (Flight Command)
  - Oscar alla tecnica insieme alla Metro-Goldwyn-Mayer Studio Sound Department, a Loren Ryder e alla Paramount Studio Sound Department per essere stati i pionieri nello sviluppo dell'emulsione a grana fine per la registrazione originale del sonoro a densità variabile in una produzione cinematografica.

- 1943
  - Nomination Oscar al miglior sonoro insieme alla Metro-Goldwyn-Mayer Studio Sound Department per La signora Miniver (Mrs. Miniver)
  - Nomination Oscar ai migliori effetti speciali (effetti sonori) insieme a A. Arnold Gillespie (effetti fotografici) e Warren Newcombe (effetti fotografici) per La signora Miniver (Flight Command)
- 1944
  - Nomination Oscar al miglior sonoro insieme alla Metro-Goldwyn-Mayer Studio Sound Department per Madame Curie
- 1945
  - Nomination Oscar al miglior sonoro insieme alla Metro-Goldwyn-Mayer Studio Sound Department per Kismet
  - Oscar ai migliori effetti speciali (effetti sonori) insieme a A. Arnold Gillespie (effetti fotografici), Donald Jahraus (effetti fotografici) e Warren Newcombe (effetti fotografici) per Missione segreta (Thirty Seconds Over Tokyo)
- 1946
  - Nomination Oscar al miglior sonoro insieme alla Metro-Goldwyn-Mayer Studio Sound Department per I sacrificati (They Were Expendable)
- 1948
  - Nomination Oscar al miglior sonoro insieme alla Metro-Goldwyn-Mayer Studio Sound Department per Il delfino verde (Green Dolphin Street)
  - Oscar ai migliori effetti speciali (effetti sonori speciali) insieme a Michael Steinore (effetti sonori speciali), A. Arnold Gillespie (effetti visivi speciali), Warren Newcombe (effetti visivi speciali) per Il delfino verde (Green Dolphin Street)
- 1952
  - Oscar al miglior sonoro insieme alla Metro-Goldwyn-Mayer Studio Sound Department per Il grande Caruso (The Great Caruso)
- 1960
  - Oscar al merito tecnico-scientifico insieme Robert E. Gottschalk e John R. Moore della Panavision, Inc. per lo sviluppo di un sistema di produzione e di proiezione di film di grande formato conosciuto come "Camera 65".
- 1964
  - Oscar alla tecnica insieme a A. Arnold Gillespie della Metro-Goldwyn-Mayer Studios per la progettazione di un migliore sistema del processo di proiezione di sfondi.

## Filmografia parziale
- Ritorno (Letty Lynton), regia di Clarence Brown  (1932)
- L'idolo delle donne (The Prizefighter and the Lady), regia di W. S. Van Dyke e di (non accreditato) Howard Hawks (1933)
- Le due città (A Tales of Two Cities), regia di Jack Conway (1935)
- Il tesoro del fiume (Old Hutch), regia di J. Walter Ruben (1936)
- Il bacio del bandito (The Kissing Bandit), regia di László Benedek (1948)